# Parque Histórico do Mate
O Parque Histórico do Mate é um parque temático no município de Campo Largo, no estado do Paraná. É conhecido por retratar o ciclo da erva-mate e é considerado um dos pontos turísticos da cidade.
O Parque Histórico do Mate está localizado no bairro Rondinha, às margens da BR-277 (sentido Curitiba-Campo Largo), e sua área corresponde a 317.000 m2 de área verde, contendo bosques com árvores nativas, lagoa e área de lazer para os visitantes. O local foi administrado pela Secretaria de Estado da Cultura, sendo ligado ao Museu Paranaense. Em 2017 a prefeitura do município assumiu a gestão do parque.
A principal atração deste parque é o Museu do Mate que este instalado em uma edificação histórica, construída por volta de 1870 como engenho de beneficiamento da erva-mate. O engenho possui planta quadrada e telhado de quatro águas em pavilhão. A técnica construtiva que foi utilizada é a do pau-a-pique sobre embasamento de alvenaria de pedra. A estrutura foi restaurada entre 1980 e 1981. O museu conserva o maquinário deste período e demais objetos que percorrem a história do principal produto paranaense de exportação do século XIX e início do século XX, bem como, um demonstrativo de todo o processo do mate, desde o seu cultivo até o ensacamento o produto final. Em 1984 o museu foi tombado pelo Instituto do Patrimônio Histórico e Artístico Nacional (IPHAN). O Parque passou por uma restauração, sendo reaberto em 2005.